# Ruisseau à Pierre (Les Méchins)
Pour les articles homonymes, voir Rivière à Pierre.
Le ruisseau à Pierre est un affluent du littoral sud de l'estuaire du Saint-Laurent où il se déverse dans la municipalité des Méchins. Ce ruisseau coule vers le nord-est dans les monts Chic-Chocs, dans le canton de Cherbourg (municipalité de Saint-Jean-de-Cherbourg) et le canton de Dalibaire (municipalité des Méchins), dans la municipalité régionale de comté (MRC) de La Matanie, dans la région administrative de la Bas-Saint-Laurent, au Québec, au Canada.
Partant du village des Méchins, la route des Fonds se déroule vers le sud pour desservir la partie inférieure du ruisseau à Pierre.

## Géographie
Le ruisseau à Pierre prend sa source d'un ruisseau de montagne situé dans la partie est du canton de Dalibaire, dans la municipalité des Méchins, dans les monts Chic-Chocs, dans la péninsule gaspésienne. Cette source est située à 6,7 km au sud-est du littoral sud du golfe du Saint-Laurent, à 6,6 km au nord de la limite du parc national de la Gaspésie et à 1,8 km au nord-est de la limite du canton de Cherbourg.
À partir de sa source, le ruisseau à Pierre coule sur 15,0 km répartis selon les segments suivants :
- 1,9 km vers le sud-est dans le canton de Dalibaire, dans la municipalité des Méchins, jusqu'à la limite du canton de Cherbourg ;
- 2,9 km vers le nord-ouest dans le canton de Cherbourg en formant une grande courbe vers le sud-ouest, jusqu'à la limite du canton de Dalibaire ;
- 10,2 km vers le nord-est dans une vallée encaissée, en traversant en fin de segment la partie ouest du village des Méchins et en passant sous le pont de la route 132, jusqu'à sa confluence[2],[3]

Le ruisseau à Pierre se déverse du côté sud-ouest de l'anse des Méchins sur une grève qui peut s'étendre jusqu'à 0,2 km à marée basse. Cette confluence est située à 23,4 km au sud-ouest du centre-ville de Cap-Chat, à 4,3 km au sud-ouest de la confluence de la rivière des Petits Méchins et à 9,7 km au sud-ouest de la confluence de la rivière des Grands Capucins. L'anse des Méchins s'étend 3,0 km sur le littoral de l'estuaire du Saint-Laurent, entre le cap Le Gros Machins (côté ouest) et le Cap des Méchins (côté est). La montagne des Ilets, situé à l'est du village des Méchins, domine l'anse des Méchins.

## Toponymie
Dans la toponymie québécoise, les expressions « rivière à Pierre », « rivière Saint-Pierre » et « rivière Pierre » sont fréquentes. Dans la municipalité des Méchins, la nature pierreuse du lit de la rivière à Pierre a inspiré l'usage populaire dans la désignation de ce cours d'eau.
Le toponyme « Ruisseau à Pierre » a été officialisé le 11 mai 1981 à la Commission de toponymie du Québec ; jadis, ce cours d'eau était désigné « rivière » par cette Commission.